# Ostrovica (Bihács)
Ostrovica falu Bosznia-Hercegovinában, Bihács községben, a Bosznia-hercegovinai Föderáció Una-Szanai kantonjában.

## Fekvése
Bihács központjától légvonalban 33, közúton 41 km-re délkeletre, az Una bal partján, Kulen Vakuftól nyugatra fekszik. 

## Népessége
| Nemzetiségi csoport | Népesség 1991 | Népesség 2013 |
| ------------------- | ------------- | ------------- |
| Szerb               | 22            | 0             |
| Bosnyák             | 140           | 11            |
| Horvát              | 0             | 0             |
| Jugoszláv           | 0             | 0             |
| Egyéb               | 0             | 0             |
| Összesen            | 162           | 11            |

## Története
A település a felette emelkedő hegyen álló várról kapta a nevét, mely több részből, egy őskori, egy középkori és egy oszmán várból áll. A történelem előtti erődből máig fennmaradtak védősánc maradványainak egyes részei.  Osztrovica középkori erődje a 15. században épült. A középkorban az Una folyó felső folyásának legerősebb vára volt. Engel Pál szerint Zsigmond magyar király 1405-ben ostrommal foglalta vissza Hervoja bosnyák fejedelemtől. A horvát Lapac megyéhez tartozott, és a Karlovics nemzetég birtoka volt. 1523 decemberében a vár az oszmán közigazgatás alá került, és 1878-ig oszmán helyőrség állomásozott benne. Fontosságát és méretét jelzi, hogy a 16. század folyamán 60 lovasból és 150 gyalogosból álló őrség volt benne. Az 1699-es karlócai béke béke után ezen a területen alakult meg a Osztrovica kapitánysága. A várkapitánysághoz tartozott az Una folyó felső folyásának mindkét oldala, a forrástól mintegy 15 km-re, mely a mai Kulen Vakuf alatt húzódott magában foglalva Orašac, Havala, Džisr-i-kebir, Palanka Covka és Donji Lapac településeket. A vár parancsnoka egy dizdar, majd 1699 és 1791 között egy kapitány volt. A várat 1560-ban, 1698-ban, 1737-ben, 1789-ben és 1834-ben is ostromolták. Többször (1766-ban, 1777-ben és 1791-ben) javították, még 1838-ban is jó állapotban volt.
Ostrovica falu 1775-ben már biztosan lakott volt. Az utóbbi időben Ostrovica túlnyomórészt muszlim település, tucatnyi szerb házzal, amelyek az 1875-1878-as boszniai-hercegovinai felkeléstől 1910-ig terjedő időszakban költöztek Ostrovicába.

## Nevezetességei
- A várat a lankásabb oldalon védősánc, a másik oldalon pedig meredek szikla védte. A leginkább megközelíthetetlen része az északkeleti oldal volt, melynek 282 m hosszú és 211 m széles sáncai ma is felismerhetők. Az erőd nyugati fala alatt vizesárok húzódott. A nyugati oldalon egy 14 m hosszú és 6 m széles épület alapfalai találhatók. A bejárat a nyugati oldalon van. A nép ezt templom maradványának tartja, melyet „Ostrovičkának” vagy „grčka crkvinának” (görög templom) nevez. Az erőd fejlesztése és bővítése az oszmán uralom alatt is folytatódott. A főbejárat délről, a másodlagos bejárat északról volt. A 18. században a várat négy toronnyal és két tabiával bővítették és erősítették meg.[4]

- Ljutica Gradina őskori erődítmény maradványai egy különálló magaslat tetején találhatók. A sáncok egy ovális platót kerítenek, melynek legnagyobb szélessége 118 méter. A maradványok a feltételezések szerint a bronzkorból és a vaskorból származnak.[7]

## Fordítás
- Ez a szócikk részben vagy egészben  az   Ostrovica című bosnyák Wikipédia-szócikk ezen változatának fordításán alapul.  Az eredeti cikk szerkesztőit annak laptörténete sorolja fel. Ez a jelzés csupán a megfogalmazás eredetét és a szerzői jogokat jelzi, nem szolgál a cikkben szereplő információk forrásmegjelöléseként.